# Xian de Yongding

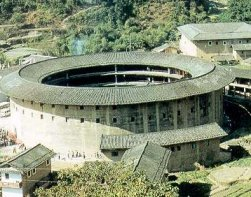
Tulou hakka à Yongding

Le xian de Yongding (永定县 ; pinyin : Yǒngdìng Xiàn) est un district administratif de la province du Fujian en Chine. Il est placé sous la juridiction de la ville-préfecture de Longyan.
Ce district contient de nombreux tulou qui ont été inscrits par l'Unesco sur la Liste du patrimoine mondial en 2008.

## Géographie
Le comté (xian) de Yongding est situé à la frontière du Fujian et du Guangdong, entouré par le comté de Shanghang à l'ouest, celui de Longyan au nord-est, celui de Nanjing à l'est, et celui de Pinghe au sud-est. Au sud-ouest se trouve Dabu, comté de Meizhou (Guangdong). Les deux comtés de Dabu et Shanghang sont de langue hakka. Longyan Centre, Nanjing et Pinghe sont majoritairement de langue minnan.
La superficie du comté de Yongding est d'environ 2 500 km2 (1000 miles carrés). Comme presque partout au Fujian, Yongding est composé à de 80 % de collines et de montagnes, 10 % d'eau ou de rivières, et 10 % de champs cultivés. Deux grands fleuves traversent le comté, la Yongding River (永定河) et la Xiayang Creek (下 洋溪), deux affluents de la rivière Tingjiang (汀江, le nom sous lequel il est connu dans le territoire de Fujian) ou de la rivière Han (韩江, le nom sous lequel il est connu dans la province de Guangdong). Situé dans une zone subtropicale et sujette aux typhons, le comté de Yongding reçoit de fortes précipitations annuelles, d'environ 1200 à 1500 mm.

## Démographie
La population du district était de 463 226 habitants en 1999.